# Piotr Guziorski
Piotr Guziorski vel Piotr Guzior (ur. 13 października 1894 w Zapolu, zm. 1959) – major żandarmerii Wojska Polskiego.

## Życiorys
Urodził się 13 października 1894 roku w Zapolu, w ówczesnym powiecie kolbuszowskim Królestwa Galicji i Lodomerii, w rodzinie Michała Guziora i Marii z domu Sitko.
W latach 1906–1908 uczył się w II Gimnazjum w Rzeszowie, a od 1908 do 1914 w gimnazjum mieleckim, w którym 15 czerwca 1914 roku złożył maturę. Należał do „Sokoła” i działał w Związku Strzeleckim. W sierpniu 1914 roku wstąpił do Legionu Wschodniego, a po jego rozwiązaniu w Mszanie Dolnej do 3 pułku piechoty. Na początku służył w 14., a następnie do 4. kompanii. W maju 1915 roku został przydzielony do Żandarmerii Polowej przy c. i k. komendzie II Brygady Legionów Polskich. Od 14 marca 1917 roku był dowódcą posterunku żandarmerii przy Domu Ozdrowieńców w Kamieńsku. W tym samym roku, po kryzysie przysięgowym, pozostał w Żandarmerii Polowej Polskiego Korpusu Posiłkowego. 15 lutego 1918 roku, w trakcie bitwy pod Rarańczą, został internowany w Huszt na Węgrzech. W kwietniu 1918 roku został zwolniony z internowania i przeniesiony do c. i k. 45 pułku piechoty, który przebywał na froncie włoskim. 8 sierpnia 1918 roku zdezerterował i przybył do Warszawy. W stolicy ówczesnego Królestwa Polskiego, dzięki pomocy Polskiej Organizacji Wojskowej, zalegalizował się jako uchodźca z Moskwy, urodzony w Kaliszu, oraz podjął studia na Uniwersytecie Warszawskim i podjął pracę w Departamencie Spraw Wewnętrznych Rady Regencyjnej. W listopadzie 1918 roku wziął udział w rozbrajaniu Niemców w Warszawie.
W grudniu 1918 roku został przyjęty do Wojska Polskiego i przydzielony do Żandarmerii. 16 grudnia 1918 roku razem z porucznikiem Marcelim Łączkowskim przybył do Łodzi w celu organizacji Żandarmerii Okręgu Generalnego „Łódź”. Następnie pełnił służbę w Żandarmerii w Łowiczu, Aleksandrowie i Radomsku, a od października 1919 roku do lipca 1927 roku w 1 dywizjonie żandarmerii w Warszawie. 25 września 1919 roku został mianowany z dniem 1 października 1919 roku podporucznikiem w żandarmerii.
Awansował na rotmistrza żandarmerii. W 1921 roku uzyskał zezwolenie na zmianę nazwiska rodowego „Guzior” na nazwisko „Guziorski”. 3 maja 1922 roku został zweryfikowany w stopniu kapitana ze starszeństwem z dniem 1 czerwca 1919 roku i 45. lokatą w korpusie oficerów żandarmerii. W 1923 roku był dowódcą plutonu żandarmerii Warszawa IV. 17 marca 1927 roku został przeniesiony do kadry oficerów żandarmerii z równoczesnym przydziałem do Wydziału Żandarmerii Departamentu Piechoty Ministerstwa Spraw Wojskowych w Warszawie. W lipcu tego roku został przeniesiony do nowo powstałego Dowództwa Żandarmerii Ministerstwa Spraw Wojskowych w Warszawie. We wrześniu 1928 roku został odkomenderowany na studia w Międzynarodowym Instytucie Kryminalistycznym w Wiedniu. Z dniem 1 lipca 1929 roku został przeniesiony do dywizjonu szkolnego żandarmerii w Grudziądzu na stanowisko wykładowcy. 1 stycznia 1930 roku, po przeformowaniu dywizjonu szkolnego żandarmerii w Centrum Wyszkolenia Żandarmerii, objął dowództwo batalionu szkolnego. Na majora został awansowany ze starszeństwem z dniem 1 stycznia 1931 roku i 3. lokatą w korpusie oficerów żandarmerii. 23 marca 1932 roku otrzymał przeniesienie do dywizjonu żandarmerii KOP w Warszawie na stanowisko zastępcy dowódcy dywizjonu. W październiku 1934 roku został przeniesiony z KOP do 10 dywizjonu żandarmerii w Przemyślu na stanowisko dowódcy dywizjonu. Na tym stanowisku pozostawał do września 1939 roku.
W czasie kampanii wrześniowej 1939 roku pełnił funkcję szefa żandarmerii Okręgu Korpusu Nr VI we Lwowie. Następnie pełnił funkcję kierownika „zielonej granicy” w Biurze Ewakuacyjnym, na którego czele stał podpułkownik dyplomowany Jan Keller. Ksiądz dziekan Antoni Miodoński tak podsumował efekty jego służby: „bardzo sprytny i ruchliwy – dowodem jego pracy są cyfry przejścia zielonej granicy za okres od 1 stycznia do 1 kwietnia 1940 roku to jest 5606 żołnierzy. Jest to odcinek pracy bardzo ciężki i niewdzięczny”. Od sierpnia 1940 roku był redaktorem „Ku Wolnej Polsce” Codziennego Pisma Brygady Strzelców Karpackich. Na dzień 1 stycznia 1943 roku był dowódcą Żandarmerii Etapów i dowódcą 2 szwadronu żandarmerii Armii Polskiej na Wschodzie.
Był żonaty z Heleną Orbaczewską (ur. 13 grudnia 1894, zm. 27 października 1968), z którą miał syna Jerzego Zbigniewa.

## Ordery i odznaczenia
- Krzyż Niepodległości – 9 listopada 1931 „za pracę w dziele odzyskania niepodległości”[23]
- Krzyż Walecznych[15]
- Złoty Krzyż Zasługi – 11 listopada 1937 „za zasługi w służbie wojskowej”[24][15]
- Srebrny Krzyż Zasługi – 15 sierpnia 1924 „za pełną poświęcenia i z narażeniem życia niesioną pomoc ofiarom wybuchu w Cytadeli warszawskiej w dniu 13 października 1923 r. oraz ratowanie zagrożonego mienia państwowego”[25][26]
- Medal Pamiątkowy za Wojnę 1918–1921
- Medal Dziesięciolecia Odzyskanej Niepodległości
- Odznaka Pamiątkowa Więźniów Ideowych
- Brązowy Medal Waleczności – 11 kwietnia 1917[27]